# 불교 용어 목록 (삼)

바로가기:
ㄱ
경
구
ㄴ
ㄷ
ㄹ
ㅁ
명
무
묵
ㅂ
불
ㅅ
삼
삽
선
소
수
시
심
ㅇ
오
온
유
육
이
ㅈ 

정
지
ㅊ
ㅋ
ㅌ
ㅍ
ㅎ

## 삼견
3견(三見)은 9결(九結) 중 견결(見結)을 이루는 3가지 번뇌인 유신견(有身見) · 변집견(邊執見) · 사견(邪見)을 말한다.

## 삼계
3계(三界)는 불교의 우주론 또는 세계관을 구성하는 존재계인 욕계(欲界) · 색계(色界) · 무색계(無色界)의 3가지 계(界)를 통칭하는 낱말이다. 3유(三有)라고도 하는데, 3유(三有)는 욕유(欲有) · 색유(色有) · 무색유(無色有)를 말한다.
불교의 우주론 또는 세계관에서 3계 또는 3유는 28천(二十八天)으로 나뉘지만, 수행론과 번뇌론에서는 흔히 9지(九地)로 나뉜다. 이를 통칭하여 3계9지(三界九地)라고 한다.
3계9지(三界九地)
1. 욕계(欲界) 또는 욕유(欲有)
  1. 오취잡거지(五趣雜居地)
2. 색계(色界) 또는 색유(色有)
  1. 이생희락지(離生喜樂地)
  2. 정생희락지(定生喜樂地)
  3. 이희묘락지(離喜妙樂地)
  4. 사념청정지(捨念淸淨地)
3. 무색계(無色界) 또는 무색유(無色有)
  1. 공무변처지(空無邊處地)
  2. 식무변처지(識無邊處地)
  3. 무소유처지(無所有處地)
  4. 비상비비상처지(非想非非想處地)

## 삼계무지
1. 3계무지(三界無知)는 3계의 무지(無知)를 말한다. 즉 욕계의 무지(無知) · 색계의 무지(無知) · 무색계의 무지(無知)를 통칭한다. 이것들은 다른 말로는 욕계계(欲界繫)의 무지(無知) · 색계계(色界繫)의 무지(無知) · 무색계계(無色界繫)의 무지(無知)라고도 한다. 즉 3계의 무지(無知)는 욕계에 속한 무지(無知) · 색계에 속한 무지(無知) · 무색계에 속한 무지(無知)를 통칭한다.
주의할 점은, 3계의 무지(無知)는 3계에 대한 무지(無知)가 아니다. 즉 욕계 · 색계 · 무색계에 대한 무지(無知)가 아니며, 각각의 계에서의 어떤 진리 또는 법에 대한 무지(無知)를 말하며, 이 무지(無知) 가운데는 3계에 대한 무지(無知)도 포함된다.
《대승아비달마집론》에 따르면, 3계무지(三界無知) 즉 3계의 무지(無知)는 무명(無明) 즉 치(癡)의 마음작용의 본질적 성질이다.
2. 3계무지(三界無智)는 3계의 무지(無智)를 말한다. 즉 욕계의 무지(無智) · 색계의 무지(無智) · 무색계의 무지(無智)를 통칭한다. 이것들은 다른 말로는 욕계계(欲界繫)의 무지(無智) · 색계계(色界繫)의 무지(無智) · 무색계계(無色界繫)의 무지(無智)라고도 한다. 즉 3계의 무지는 욕계에 속한 무지(無智) · 색계에 속한 무지(無智) · 무색계에 속한 무지(無智)를 통칭한다.
주의할 점은, 3계의 무지(無智)는 3계에 대한 무지(無智)가 아니다. 즉 욕계 · 색계 · 무색계에 대한 무지(無智)가 아니며, 각각의 계에서의 어떤 진리 또는 법에 대한 무지(無智)를 말하며, 이 무지(無智) 가운데는 3계에 대한 무지(無智)도 포함된다.
《아비달마품류족론》《대승아비달마잡집론》《대승오온론》《대승광오온론》에 따르면, 3계무지(三界無智) 즉 3계의 무지(無智)는 무명(無明) 즉 치(癡)의 마음작용의 본질적 성질이다.

## 삼고
3고(三苦)는 고고(苦苦) · 괴고(壞苦) · 행고(行苦)의 3가지 고통을 말한다.

## 삼과
삼과(三科)는 초기불교 이래로 불교에서 널리 사용되어오고 있는 일체법의 3가지 분류체계인 5온(五蘊) · 12처(十二處) · 18계(十八界)를 말한다.
- 5온은 색온(色蘊) · 수온(受蘊) · 상온(想蘊) · 행온(行蘊) · 식온(識蘊)을 말한다.
- 12처는 안처(眼處) · 이처(耳處) · 비처(鼻處) · 설처(舌處) · 신처(身處) · 의처(意處) · 색처(色處) · 성처(聲處) · 향처(香處) · 미처(味處) · 촉처(觸處) · 법처(法處)를 말한다.
- 18계는 안계(眼界) · 이계(耳界) · 비계(鼻界) · 설계(舌界) · 신계(身界) · 의계(意界) · 색계(色界) · 성계(聲界) · 향계(香界) · 미계(味界) · 촉계(觸界) · 법계(法界) · 안식계(眼識界) · 이식계(耳識界) · 비식계(鼻識界) · 설식계(舌識界) · 신식계(身識界) · 의식계(意識界)를 말한다.

## 삼구
1. 3구(三垢)는 불선근(不善根) 즉 욕계의 탐(貪) · 진(瞋) · 치(癡)의 3가지 번뇌 즉 번뇌성의 마음작용(심소법)을 말한다.
2. 3구(三求)는 욕구(欲求) · 유구(有求) · 범행구(梵行求)를 말한다.
《집이문족론(集異門足論)》 제4권에 따르면, 욕구(欲求)는 욕유(欲有)에 머무르는 이가 욕계의 법에 대해서 아직 얻지 못한 것을 얻기 위하여 행하는 모든 구함[求], 따라 구함[隨求], 평등하게 따라 구함[平等隨求], 두려워하여 구함[怖求], 기꺼이 구함[欣求], 생각하여 구함[思求], 부지런히 구함[勤求]을 말한다.
유구(有求)는 색유(色有)와 무색유(無色有)에 머무르는 이가 색계와 무색계의 법에 대해서 아직 얻지 못한 것을 얻기 위하여 행하는 모든 구함[求], 따라 구함[隨求], 평등하게 따라 구함[平等隨求], 두려워하여 구함[怖求], 기꺼이 구함[欣求], 생각하여 구함[思求], 부지런히 구함[勤求]을 말한다.
범행구(梵行求)를 설명하기 전에 먼저 범행(梵行)의 뜻을 설명하자면,
2교회(二交會: 남녀의 교회 즉 성행위)를 떠나는 것[離二交會]을 범행(梵行)이라고도 하며 또한 8지성도(八支聖道) 즉 8정도(八正道)를 범행(梵行)이라고도 하는데 범행구(梵行求)라고 할 때의 범행은 8지성도를 말한다.
범행구(梵行求)는 8지성도에 대해서 아직 얻지 못한 것을 얻기 위하여 행하는 모든 구함[求], 따라 구함[隨求], 평등하게 따라 구함[平等隨求], 두려워하여 구함[怖求], 기꺼이 구함[欣求], 생각하여 구함[思求], 부지런히 구함[勤求]을 말한다.
한편, 《집론》 제4권과 《잡집론》 제6권에 따르면,
사범행구(邪梵行求)는 범행구의 반대로 '8사행에 대한 구함'을 뜻하는데, 사범행구를 아직 떠나지 못한 유정의 경우, 그 이유는 7수면(七隨眠) 가운데 만수면(慢隨眠) · 무명수면(無明隨眠) · 견수면(見隨眠) · 의수면(疑隨眠)이 수증(隨增)하였기 때문이다. 즉, 범행구를 발동근거로 하여 선이 증장한 것이 아니라 이들 네 가지 수면들 중 어느 하나 혹은 다수가 증장하였기 때문이다. 즉, 실천 또는 수행한 바가 실제로는 범행구가 아니라 사범행구였기 때문에, 즉, 그릇된 실천 또는 수행에 의해 오히려 만수면 · 무명수면 · 견수면 · 의수면이 증장하였기 때문에 '8사행에 대한 구함'을 떠나지 못한 것이다.

## 삼루
3루(三漏, 산스크리트어: traya āsravāh, 팔리어: tayo āsavā)는 욕루(欲漏) · 유루(有漏) · 무명루(無明漏)를 말한다. 누(漏, 산스크리트어: asrava)는 번뇌의 다른 말이며, 생사의 바다 중에 '머물게 한다[令住]'는 뜻이다. 3루는 이러한 누(漏)의 뜻에서 모든 번뇌를 아래와 같이 3유형 또는 3그룹으로 구분한 것이다.
욕루(欲漏, 산스크리트어: kāmāsrava)는 무명(無明)을 제외한 욕계의 모든 번뇌를 하나의 그룹으로 설정한 것이다.
유루(有漏, 산스크리트어: bhavāsrava)는 무명(無明)을 제외한 색계 · 무색계의 상2계의 모든 번뇌를 하나의 그룹으로 설정한 것이다. 한편, 여기서의 유루(有漏, 산스크리트어: bhavāsrava)는 무루(無漏, 산스크리트어: anāsravah)의 상대어로서의 유루(有漏, 산스크리트어: sāsrava)와는 다른 것이다.
무명루(無明漏, 산스크리트어: avidyāsrava)는 3계의 무명(無明)을 따로 떼어 하나의 그룹으로 설정한 것이다. 이렇게 한 이유는 무명은 능히 모든 유(有) 즉 존재의 근본이 되기 때문이다. 즉, 무명은 그 자체만으로 능히 생사윤회의 근본이 되는데 이와 같이 무명의 과환(過患)이 특히 뛰어나다는 사실을 나타내기 위해서 별도의 그룹으로 설정한 것이다.

## 삼마지
삼마지(三摩地,
산스크리트어: samādhi,
팔리어: samādhi,
산스크리트어: ekāgratā,
팔리어: ekaggatā,
영어: concentration,
one-pointedness,
unification,
unification of mind)는
설일체유부의 5위 75법에서 심소법(心所法: 46가지) 중
대지법(大地法: 10가지) 가운데 하나이며,
유식유가행파와 법상종의 5위 100법에서 심소법(心所法: 51가지) 중
별경심소(別境心所: 5가지) 가운데 하나이다.
삼마지(三摩地)는 심일경성(心一境性)의 마음작용이다. 즉 마음(6식 또는 8식, 즉 심왕, 즉 심법)을 평등(平等)하게 유지하여 즉 혼침(惛沈)과 도거(掉舉)를 멀리 떠난 상태에서 그것이 하나의 대상에 전념(專念, 專住)하게 하는 마음작용이다. 달리 말하면, 마음(6식 또는 8식, 즉 심왕, 즉 심법)을 한 곳에 모아 산란하지 않게 하는 마음작용이다. 마치 뱀이 죽통(竹筒)에 들어가면 바로 펴지듯이 마음(6식 또는 8식, 즉 심왕, 즉 심법)이 삼마지에 들면 산란되지 않고 한결같게 된다. 문자 그대로 번역하여 삼매(三昧) · 삼마제(三摩提) · 삼마제(三摩帝)라 하기도 하며, 의역하여 선정(禪定) · 정(定) · 등지(等持) · 정정(正定) · 정의(定意) · 조직정(調直定) · 정심행처(正心行處)라 하기도 한다. (참고: 삼매(三昧))

## 삼명
1. 3명(三明,
산스크리트어: tri-vidya,
팔리어: ti-vijjā,
영어: three insights,
three awarenesses)은 부처나 아라한이 가지는 숙명명(宿明明) · 천안명(天眼明) · 누진명(漏盡明)을 말한다. 각각 전생을 보고, 내생을 보고, 현생에서 번뇌를 모두 끊을 수 있는 지혜 또는 능력이다. 이들 각각은 숙명지증명(宿命智證明) · 생사지증명(生死智證明) · 누진지증명(漏盡智證明)이라고도 하며, 숙명통(宿命通) · 천안통(天眼通) · 누진통(漏盡通)이라고도 한다. 3명(三明)은 3달(三達) 또는 3증법(三證法)이라고도 한다.
2. 3명(三明)은 《리그베다》《사마베다》《야주르베다》의 3가지 베다를 말한다.
3. 3명(三明)은 보살명(菩薩明) · 제불명(諸佛明) · 무명명(無明明)을 말한다. 각각 반야바라밀(般若波羅蜜) · 불안(佛眼) · 필경공(畢竟空)에 대한 다른 말이다.  《대승의장》 제20권에 따르면 무명명 즉 필경공은 11공(十一空)을 말한다.
4. 3명(三明)은 여래10호 가운데 하나인 명행족(明行足) 또는 명행구족(明行具足)의 명(明)을 뜻한다. 용수의 《대지도론》 제2권에 따르면 여기의 명(明)은 숙명명(宿明明) · 천안명(天眼明) · 누진명(漏盡明)의 3명을 말한다. 《북본열반경》 제18권에 따르면 여기의 명(明)은 보살명(菩薩明) · 제불명(諸佛明) · 무명명(無明明)의 3명을 말한다.

## 삼무위
3무위(三無爲)는 설일체유부의 교의에서 설하는 허공(虛空·ākāśa) · 택멸(擇滅) · 비택멸(非擇滅)의 3가지 무위법(無爲法)이다.

## 삼법전전인과동시
삼법전전인과동시(三法展轉因果同時)는 유식유가행파의 연기론인 아뢰야식연기론에서 종자와 현행과의 인과관계를 나타내는 진술이다. 종자가 현재의 결과를 낳는다는 의미의 종자생현행(種子生現行)과 현재의 결과가 종자를 새로이 만들거나 있는 종자를 강화한다는 의미의 현행훈종자(現行蕙種子)가 한 찰나에 동시에 일어난다는 것을 뜻한다. 삼법전전인과동시(三法展轉因果同時)에서 3법(三法)이란 행이 생겨나게 하는 종자, 생겨난 현행, 그 현행으로부터 훈습하여 생겨나는 또는 강화되는 종자를 가리킨다. 전전(展轉)은 예를 들면 심지(因)가 불꽃(果)을 낼 때 또한 불꽃(因)이 심지(果)를 태우는 것과 같으며, 갈대단이 서로서로 의지하여 갈대단 A가 다른 갈대단 B를 세우고 또한 동시에 갈대단 B가 갈대단 A를 세우는 것과 같다.

## 삼사
1. 3사(三事)는 근(根) · 경(境) · 식(識)을 말한다. 주로 촉(觸)의 마음작용과 관련하여 언급되며, 《현양성교론》 등에 따르면 촉의 본질적 성질은 근 · 경 · 식의 3사가 화합하고 분별하는 것으로 이들을 각각 3사화합(三事和合) · 3사분별(三事分別)이라 한다. 3사를 3법(三法) 즉 세 가지 법이라고도 한다.
2. 3사(三思)는 사(思)의 마음작용을 3가지로 나눈 것으로, 선사(善思) · 불선사(不善思) · 무기사(無記思)를 말한다.
선사(善思)는 선의 사(思) 즉 선의 의업(意業)을 짓고 만드는[造作] 것을,
불선사(不善思)는 불선의 사(思) 즉 불선의 의업(意業)을 짓고 만드는[造作] 것을,
무기사(無記思)는 무기의 사(思) 즉 선도 불선도 아닌 의업(意業)을 짓고 만드는[造作] 것을 말한다.
달리 말하면, 선사(善思)는 공덕(功德)을 짓는 정신적 행위[意業]를, 불선사(不善思)는 과실(過失)을 짓는 정신적 행위를, 무기사(無記思)는 공덕도 과실도 아닌 것을 짓는 정신적 행위를 말한다.

## 삼사화합
3사화합(三事和合)은 근(根) · 경(境) · 식(識)의 3가지[三事]가 화합하는 것을 말한다. 3화(三和) 또는 3화합성(三和合性)이라고도 한다. 촉(觸)의 마음작용과 깊은 관련이 있는데, 3사화합이 곧 촉이라는 3화성촉설(三和成觸說)과 3사화합에서 촉이 생긴다는 3화생촉설(三和生觸說)의 견해가 있다. 전자는 경량부의 견해이고 후자는 설일체유부와 유식유가행파의 견해이다.

## 삼상
1. 3상(三想)은 부파불교의 설일체유부의 논서 《아비달마품류족론》에서 상(想)의 마음작용을 3가지로 나눈 것으로, 소상(小想) · 대상(大想) · 무량상(無量想)을 말한다.
대승불교의 유식유가행파의 논서 《대승아비달마집론》에 따르면 소상(小想)은 욕계를 요별할 수 있는 상(想)이고, 대상(大想)은 색계를 요별할 수 있는 상(想)이고, 무량상(無量想)은 무색계의 공무변처와 식무변처를 요별할 수 있는 상(想)이다.
2. 3상(三相)은 아뢰야식의 3종의 상(相)인 자상(自相) · 과상(果相) · 인상(因相)을 말한다. 아뢰야식의 3상(阿賴耶識의 三相) 또는 뢰야3상(賴耶三相)이라고 하며, 아뢰야식의 체용(體用: 본질적 성질과 본질적 작용)을 3가지 관점에서 구분한 것이다. 즉 아뢰야식의 체용에 대해 자세히 파악하거나 설명하기 위해 3가지 측면으로 구분한 것이기 때문에 3상은 서로 불가분의 관계에 있다. 말하자면, 자상(自相) 밖에 인상(因相) · 과상(果相)이 따로 있는 것이 아니며, 또한 이 2상을 떠나서 따로 자상이 있는 것도 아니다.
자상(自相)은 아뢰야식의 성능(性能) 즉 아뢰야식이 가진 본질적인 성질과 기능을 뜻하며, 능장(能藏) · 소장(所藏) · 집장(執藏)으로 구분된다.

## 삼선근
3선근(三善根)은 온갖 선(善) 또는 선법(善法)을 내고 행하게 하는 3가지 근본(기초 또는 기본)이라는 뜻으로 무탐(無貪, purity) · 무진(無瞋, good will) · 무치(無癡, wisdom)를 말하며, 간단히 선근(善根)이라고도 한다.
근(根)이라는 것은 이들 3가지가 선(善)을 일으킴에 있어 뛰어나다는 것과 3가지 불선근(不善根)을 가까이 대치한다[近對治]는 것을 말한다.  즉, 이들 3가지가 4성제 중 무위 무루의 멸제(滅諦, 열반)에 이르는 길인 유위 무루의 도제(道諦: 8정도, 6바라밀 등의 수행)를 닦을 수 있게 하는 기초(기본 또는 근본)가 된다는 것을 말한다.

## 삼성
1. 삼성(三性)은 선(善)과 불선(不善)의 기준에 따라 일체법을 분류했을 때의 세 갈래인 선(善, kuśala) · 불선(不善, akuśala) · 무기(無記, avyākrta)를 가리킨다. 불선(不善)은 악(惡)이라고도 하며, 무기(無記)는 선도 악도 아닌 것이다.
2. 삼성(三性)은 대승불교의 유식유가행파와 법상종에서 일체 존재, 즉 우주 전체의 세 가지 상태 또는 모습이라고 주장하는 변계소집성(遍計所執性) · 의타기성(依他起性) · 원성실성(圓成實性)의 3가지 성품이다. 흔히, "밤에 뱀인줄 알고 놀랐는데 자세히 살펴보니 노끈임을 알게 되었다"는 예를 들어 이 3가지 성품을 설명한다. 즉, 뱀인줄 알고 놀라는 것은 변계소집성의 상태이고, 노끈을 뱀으로 오인하게 된 것은 그 모습에 유사성이 있기 때문인데 이러한 중간 상태의 모습 또는 인연화합의 모습과 실제로 뱀인지 확인하기 위해 자세히 살펴보는 것은 의타기성이고, 뱀이 아니라 노끈임을 알게 된 것은 원성실성이다. 불교에서 기세계(器世界) 또는 기세간(器世間)은 공업(共業)에 의해 이루어진 3계를 뜻하고 세계(世界) 또는 세간(世間)은 각자가 가진 "경험 세계"를 뜻한다. 즉 각 개인의 세계는 기세간이 아니라 자신의 "경험된 세계"인 것으로 본다. 이러한 개념을 바탕으로 할 때, 변계소집성은 유위 유루의 상태에 있는 미혹한 범부가 가진 세계 또는 세계관이고, 의타기성은 유위 무루의 상태에 있는 수행자들이 가진 세계 또는 세계관이고, 원성실성은 무위 무루의 상태에 있는 부처가 가진 세계 또는 세계관이다. 원성실성의 세계 또는 세계관은 완전한 깨달음을 증득(證得)했을 때만 비로소 가질 수 있다.

## 삼세
3세(三世, 산스크리트어: trayo-dhvanah, 팔리어: tayo addhā)는 과거(過去) · 현재(現在) · 미래(未來)를 말한다. 과거 · 현재 · 미래를 전통적인 불교 용어로는 전세(前世) · 현세(現世) · 내세(來世) 또는 전제(前際) · 중제(中際) · 후제(後際)라고도 한다.
설일체유부 · 유식유가행파 · 법상종을 비롯한 불교 전반에서 공통되이, 일체 유위법의 생멸변화의 상속상(相續相)에 근거하여 과거 · 현재 · 미래의 3세(三世)의 시간을 가설(假設)한 것이라고 본다. 즉, 시간이란 실체가 없는 것으로 단순히 편의상 설정된 개념에 지나지 않는다고 본다.
과거(過去)는 어떤 법(法)이 이미 멸(滅, nirodha)했거나 또는 그 작용을 그친 것이다.
현재(現在)는 어떤 법(法)이 이미 생겨났지만 아직 낙사(落謝: 작용을 그치고 과거로 사라짐)하지 않은 것이다.
미래(未來)는 어떤 법(法)이 아직 생겨나지 않은 것이다.

## 삼수
1. 3수(三受, 산스크리트어: tisro vedanā, 팔리어: tisso vedanā)는 고수(苦受, 괴로운 느낌) · 낙수(樂受, 즐거운 느낌) · 사수(捨受, 괴롭지도 즐겁지도 않은 느낌)를 말한다. 사수를 불고불락수(不苦不樂受)라고도 한다. 불교 경전을 비롯하여 부파불교의 설일체유부의 교학과 대승불교의 유식유가행파와 법상종의 교학에 따르면, 근(根)과 경(境)을 연(緣)하여 식(識)이 생길 때, 이 셋의 화합으로부터 촉(觸)이 생겨나는데 식(識)은 그 촉(觸)과 동시에 해당 경(境)에 대해 고수 · 낙수 · 사수의 3가지 수(受, 느낌) 가운데 어느 하나를 느낀다.
2. 3수(三受)는 평등수(平等受: 평등한 느낌) · 불평등수(不平等受: 평등하지 않은 느낌) · 비평등비불평등수(非平等非不平等受: 평등하지도 평등하지 않지도 않은 느낌)를 말한다. 부파불교의 설일체유부의 논서 《아비달마품류족론》 제3권에 따르면, 낙수(樂受) · 고수(苦受) · 희수(喜受) · 우수(憂受) · 사수(捨受)의 5수(五受) 가운데 낙수와 희수는 평등수에 해당하고, 고수와 우수는 불평등수에 해당하고, 사수는 비평등비불평등수에 해당한다.

## 삼승혜
3승혜(三勝慧)은 3가지 뛰어난 세간의 지혜, 즉 3가지 뛰어난 유루혜(有漏慧)라는 뜻으로, 3혜(三慧)의 다른 말이다.

## 삼십칠도품
37도품(三十七道品)은 '깨달음(도, 보리)에 이르는 37가지의 법'을 말하는데, 초기불교의 《아함경》에서 고타마 붓다가 언급하거나 설명하고 있는 37가지의 도품(道品) 즉 수행법(修行法)을 가리키는 낱말로, 사실상 초기불교의 수행법을 통칭하는 낱말이다.
도품(道品, 팔리어: bodhipakkhiyā dhammā, 산스크리트어: bodhipakṣa dharma)의 팔리어 또는 산스크리트어 문자 그대로의 뜻은 '깨달음(bodhi, 보리)에 속하는 법(dhammā, 法)', '깨달음의 일부를 이루는 법' 또는 '깨달음에 관계된 법'이다. 이런 문자 그대로의 뜻을 따르면서 'bodhi'를 '보리'라고 음역하여, 37도품(三十七道品)이라는 낱말 대신에 37보리분법(菩提分法)이라고도 하는데, 보리분법(菩提分法)의 한자어 문자 그대로의 뜻은 '보리의 일부를 이루는 법'이다. 한편, 한자어 도품(道品)도 문자 그대로의 뜻이 '도(道: 진리, 깨달음)의 1품', 즉 '도의 한 부분'으로 팔리어 원어의 뜻을 충실히 반영하고 있다.
37도품 또는 37보리분법을 37각지(三十七道分), 37도분(三十七道分), 37조도법(三十七助道法), 또는 37품도법(三十七品道法)이라고도 한다.
《아함경》에서 고타마 붓다는 여러 가지 도품(道品)을 언급하고 있는데, 37도품이라 하면 그 중에서도 4념주(四念住) · 4정단(四正斷) · 4신족(四神足) · 5근(五根) · 5력(五力) · 7각지(七覺支) · 8정도(八正道)의 37가지 도품(道品) 또는 선법(善法) 또는 수행법(修行法)을 말한다. 《잡아함경》 등에서 고타마 붓다는 이들 도품외에도 4도(四道) · 4법구(四法句) · 정관수습(正觀修習) 등의 도품도 언급하거나 설명하고 있다.

## 삼업
3업(三業, 산스크리트어: trīni-karmān)은 신업(身業) · 구업(口業) · 의업(意業)를 말한다.
구업은 어업(語業)이라고도 한다. 3업을 3행(三行)이라고도 한다.
신업은 몸[身]으로 짓는 온갖 동작 또는 행동을, 구업은 말[口, 語]로 짓는 온갖 언어적 행위, 의업은 뜻[意]으로 짓는 온갖 정신적 행위를 말한다.

## 삼유
3유(三有)는 욕유(欲有) · 색유(色有) · 무색유(無色有)를 말하며, 3유는 욕계(欲界) · 색계(色界) · 무색계(無色界)의 3계(三界)와 동의어이다.
불교의 우주론 또는 세계관에서 3유 또는 3계는 28천(二十八天)으로 나뉘지만, 수행론과 번뇌론에서는 흔히 9지(九地)로 나뉜다. 이를 통칭하여 3계9지(三界九地)라고 한다.
3계9지(三界九地)
1. 욕계(欲界) 또는 욕유(欲有)
  1. 오취잡거지(五趣雜居地)
2. 색계(色界) 또는 색유(色有)
  1. 이생희락지(離生喜樂地)
  2. 정생희락지(定生喜樂地)
  3. 이희묘락지(離喜妙樂地)
  4. 사념청정지(捨念淸淨地)
3. 무색계(無色界) 또는 무색유(無色有)
  1. 공무변처지(空無邊處地)
  2. 식무변처지(識無邊處地)
  3. 무소유처지(無所有處地)
  4. 비상비비상처지(非想非非想處地)

## 삼유위
3유위(三有爲) 또는 3유위법(三有爲法)은 일체의 유위법을 크게 3종으로 나눈 것으로, 색법(色法) · 심법(心法) · 비색비심법(非色非心法)을 말한다. 여기서 색법은 물질(物質)을 말하고, 심법은 마음[心]을 말하는데 마음작용(심소법)을 포함한다. 비색비심법은 불상응법(不相應法) 즉 심불상응행법(心不相應行法)을 말한다.

## 삼작의
3작의(三作意)은 부파불교의 설일체유부의 논서 《아비달마품류족론》에서 작의(作意)의 마음작용을 3가지로 나눈 것으로, 학작의(學作意) · 무학작의(無學作意) · 비학비무학작의(非學非無學作意)를 말한다.
학작의(學作意)은 유학(有學) 즉 유학위(有學位: 배울 것이 있는 계위)의 성자인 수다원 · 사다함 · 아나함의 작의를 말하고,  무학작의(無學作意)는 무학(無學) 즉 무학위(無學位: 배울 것이 없는 계위)의 성자인 아라한의 작의를 말하고, 비학비무학작의(非學非無學作意)는 유학 또는 무학의 성자가 아닌 범부의 작의를 말한다.

## 삼제
1. 3제(三際)는 전제(前際) · 중제(中際) · 후제(後際)를 말한다. 각각 과거 · 현재 · 미래에 해당한다. 3세(三世)와 동의어이다.
2. 3제(三諦)는 천태종의 주요 교학 가운데 하나인 삼제원융(三諦圓融)에서의 3제를 가리키는 낱말로, 공제(空諦) · 가제(假諦) · 중제(中諦)를 통칭하는 낱말이다. 공제(空諦)는 일체법은 실체로서의 존재가 아니라 공(空)으로서의 존재라는 것을 뜻한다. 가제(假諦)는 일체법은 연(緣)에 의해 가(假)로 존재하는 가적(假的)인 존재라는 것을 뜻한다. 중제(中諦)는 일체법은 공(空)이나 가(假)의 어느 일면으로서는 파악할 수 없는, 사려분별(思慮分別)을 초월한 절대존재로서의 중(中)이라는 것을 뜻한다.

## 삼촉
3촉(三觸)은 부파불교의 설일체유부의 논서 《아비달마품류족론》에서 촉(觸)의 마음작용을 3가지로 나눈 것으로, 순락수촉(順樂受觸) · 순고수촉(順苦受觸) · 순불고불락수촉(順不苦不樂受觸)을 말한다.
순락수촉(順樂受觸)은 이 촉(觸)에 바탕하여 3수(三受) 가운데 낙수(樂受) 즉 즐거운 느낌이 따라 일어나는 촉(觸)을 말한다.
순고수촉(順苦受觸)은 이 촉(觸)에 바탕하여 3수(三受) 가운데 고수(苦受) 즉 괴로운 느낌이 따라 일어나는 촉(觸)을 말한다.
순불고불락수촉(順不苦不樂受觸)은 이 촉(觸)에 바탕하여 3수(三受) 가운데 불고불락수(不苦不樂受) 즉 괴롭지도 즐겁지도 않은 느낌이 따라 일어나는 촉(觸)을 말한다.

## 삼해탈문
3해탈문(三解脫門)은 해탈하여 열반을 득하는 방편[門]인 공해탈문(空解脫門) · 무상해탈문(無相解脫門) · 무원해탈문(無願解脫門)의 3가지 선정을 말한다. 3해탈(三解脫) · 3탈문(三脫門) 또는 3문(三門)이라고도 한다. 공해탈문은 일체법이 공하다는 것 즉 실체[自性]가 없다는 것을 관조하는 선정이고, 무상해탈문은 일체법에 차별[相]이 없다는 것을 관조하는 선정이고, 무원해탈문은 공용(功用, 願)이 필요하지 않다는 것을 관조하는 선정 즉 무공용(無功用, 無願)을 성취하는 선정이다.

## 삼행
3행(三行)은 신행(身行) · 구행(口行) · 의행(意行)을 말하며,  신업(身業) · 구업(口業) · 의업(意業)의 3업(三業)의 다른 말이다. 구행은 어행(語行)이라고도 하고, 의행은 심행(心行)이라고도 한다. 《잡아함경》 제12권  제298경 〈법설의설경(法說義說經)〉, 《연기경(緣起經)》 그리고 용수의 《중론》 제26품 〈관십이인연품(觀十二因緣品)〉등에 3행(三行)이 나오는데, 이들은 모두 3업(三業)과 같은 뜻이다.
眾生癡所覆 為後起三行

以起是行故 隨行墮六趣

以諸行因緣 識受六道身

以有識著故 增長於名色

중생은 무지[癡]에 덮여 있어서 후생(後生)을 위해 3행(三行)을 일으키네.

이러한 행(行, 업)을 일으키기에 행(行, 업)에 따라서 6취(六趣)에 떨어지네.

모든 행(行, 업)을 인연으로 해서 식(識)은 6도(六道)의 몸을 받네.

식의 집착이 있어서 명색(名色)이 증장(增長)하네. (한글본 1)

무명(無明, avidya)에 의해 가리어진 자는 다음 생으로 이끄는 몸과 입과 생각으로 짓는 세 가지 행(行)을 짓고, 그 업보로 여섯 갈래의 전생(轉生)에 떨어지게 된다.

행(行, 업)으로 말미암은 식(識)은 윤회 전생[趣]에 들어간다. 식이 취에 들어가면 정신과 육체의 통합체인 명색(名色)이 생겨난다. (한글본 2)
— 《중론》 제26품 〈관십이인연품(觀十二因緣品)〉. 한문본 & 한글본 1, 한글본 2

## 삼혜
3혜(三慧, 산스크리트어: tisrah prajñāh)는 문혜(聞慧) · 사혜(思慧) · 수혜(修慧)의 3가지 뛰어난 유루혜(有漏慧), 즉 세간의 지혜를 말한다. 이들 3가지 지혜는 또한 문소성혜(聞所成慧) · 사소성혜(思所成慧) · 수소성혜(修所成慧)라고도 불린다. 3혜는 모두 무루성혜(無漏聖慧) 즉 무루지(無漏智)가 생겨나게 하는 역할을 한다. 3가지 뛰어난 지혜라는 뜻에서 3승혜(三勝慧)라고도 불린다.
문혜(聞慧) 또는 문소성혜(聞所成慧)는 스승이나 친구로부터 교법을 들음에 따라 생겨나는 뛰어난 지혜[勝慧]를 말하고, 사혜(思慧) 또는 사소성혜(思所成慧)는 스승이나 친구로부터 들은 교법의 바른 이치를 스스로 생각하고 고찰함에 따라 생겨나는 뛰어난 지혜[勝慧]를 말하며, 수혜(修慧) 또는 수소성혜(修所成慧)는 스승이나 친구로부터 들은 교법을 바탕으로 반복적으로 선정(禪定, 等持)을 수행함으로써 생겨나는 뛰어난 지혜[勝慧]를 말한다.
《구사론》에서는 견도(見道, 見諦道)의 단계로 나아가기 위한 방편, 즉 범부(凡夫)의 상태에서 4향4과(四向四果)의 성자(聖者)의 단계로 들어가기 위한 수단은 바로 계(戒, 尸羅)에 머물면서 이들 3가지 지혜를 부지런히 닦는 것이라고 말하고 있다. 그리고 문혜(聞慧) · 사혜(思慧) · 수혜(修慧)의 순서가 바로 이들 3가지 방편을 수행하는 순서라고 말하고 있다.

## 삼화
3화(三和)는 3사화합(三事和合)의 다른 말이다.

## 삼화분별변이
3화분별변이(三和分別變異)은 '3사화합과 유사한 어떤 변이물'이라는 뜻으로 촉(觸)의 마음작용을 가리키는 낱말이다. 즉, 촉(觸)의 동의어이다.
《성유식론》 제3권에 따르면,
'3화분별변이(三和分別變異)'에서 3화(三和)는 근(根) · 경(境) · 식(識)의 3가지가 서로 수순(隨順)하는 것을 말한다. 즉, 감각기관[所依根] · 식[能緣識] · 인식대상[所緣境]의 3가지가 화합하는 것을 말한다.
'3화분별변이(三和分別變異)'에서 변이(變異)는 근 · 경 · 식의 3사(三事)가 화합하고 있는 상태에서는 이들 3사의 각각이 모두 마음작용을 생겨나게 하는 공능(功能: 작용)을 가지는데, 이들이 가진 이러한 공능 즉 작용에 의거하여 3사화합의 상태로부터 어떤 마음작용이 생겨나는 것을 변이(變異)라고 한다.
'3화분별변이(三和分別變異)'에서 분별(分別)은 일반적인 '사유분별'에서의 분별과는 다른 의미로 상사(相似: 유사함)의 의미인데, 3사화합(三事和合)의 상태와 유사한 모습의 어떤 마음작용을 가리키거나 또는 그러한 마음작용이 일어나는 것을 가리킨다. 한편, 3사화합(三事和合)의 상태와 유사한 모습을 가진 마음작용이란 여러 마음작용들 가운데 촉(觸)이 유일하다.
따라서 '3화분별변이(三和分別變異)'는 3사화합의 상태와 '유사한 모습[分別]'의 마음작용으로서 3사의 마음작용을 일으키는 공능에 의해 생겨나는[變異] 어떤 마음작용을 말한다. 즉, 촉(觸)을 말한다. 그리고 이러한 뜻에서, 아주 엄밀히 그 뜻을 규명하는 경우가 아닌한 일반적인 용법에서는 촉(觸)과 3사화합(三事和合) 즉 3화(三和)를 사실상 동의어로 취급한다.

## 삼화합성
3화합성(三和合性)은 3사화합(三事和合)의 다른 말이다. 3화합성의 문자 그대로의 뜻은 '3가지가 화합된 성질' 즉 '3가지가 화합된 실체'로, 3가지는 근(根) · 경(境)  · 식(識)을 말한다.

## 참고 문헌
- 이 문서에는 다음커뮤니케이션(현 카카오)에서 GFDL 또는 CC-SA 라이선스로 배포한 글로벌 세계대백과사전의 내용을 기초로 작성된 글이 포함되어 있습니다.
- 가전연자 지음, 승가제바·축불념 한역, 권오민 번역 (K.943, T.1543). 《아비담팔건도론》. 한글대장경 검색시스템 - 전자불전연구소 / 동국역경원. K.943(24-695), T.1543(26-771).
- 고려대장경연구소. 《고려대장경 전자 불교용어사전》. 고려대장경 지식베이스 / (사)장경도량 고려대장경연구소.
- 고익진 (1989). 《한국 고대 불교 사상사》. 동국대학교 출판부.
- 곽철환 (2003). 《시공 불교사전》. 시공사 / 네이버 지식백과.
- 구나발타라(求那跋陀羅) 한역 (K.650, T.99). 《잡아함경》. 한글대장경 검색시스템 - 전자불전연구소 / 동국역경원. K.650(18-707), T.99(2-1).
- 구나발타라 한역, 번역자 미상 (K.54, T.353). 《승만경》. 한글대장경 검색시스템 - 전자불전연구소 / 동국역경원. K.54(6-1361), T.353(12-217).
- 구마라습 한역, 차차석 번역 (K.991, T.614). 《좌선삼매경》. 한글대장경 검색시스템 - 전자불전연구소 / 동국역경원. K.991(30-128), T.614(15-269).
- 권오민 (1991). 《경량부철학의 비판적 체계 연구》. 동국대학원 철학박사 학위논문.
- 권오민 (2003). 《아비달마불교》. 민족사.
- 담무참 한역, 번역자 미상 (K.105, T.374). 《대반열반경》. 일명 《북본열반경》. 한글대장경 검색시스템 - 전자불전연구소 / 동국역경원. K.105(9-1), T.374(12-365).
- 목건련 지음, 현장 한역, 송성수 번역 (K.945, T.1537). 《아비달마법온족론》. 한글대장경 검색시스템 - 전자불전연구소 / 동국역경원. K.945(24-1091), T.1537(26-453).
- 무착 지음, 바라파밀다라 한역, 이영무 번역 (K.586, T.1604). 《대승장엄경론》. 한글대장경 검색시스템 - 전자불전연구소 / 동국역경원. K.586(16-843), T.1604(31-589).
- 무착 지음, 현장 한역 (K.571, T.1602). 《현양성교론》. 한글대장경 검색시스템 - 전자불전연구소 / 동국역경원. K.571(16-1), T.1602(31-480).
- 무착 지음, 현장 한역, 이한정 번역 (K.572, T.1605). 《대승아비달마집론》. 한글대장경 검색시스템 - 전자불전연구소 / 동국역경원. K.572(16-157), T.1605(31-663).
- 미륵 지음, 현장 한역, 강명희 번역 (K.614, T.1579). 《유가사지론》. 한글대장경 검색시스템 - 전자불전연구소 / 동국역경원. K.570(15-465), T.1579(30-279).
- 법구 지음, 승가발마 등 한역, 김형준 번역 (K.960, T.1552). 《잡아비담심론》. 한글대장경 검색시스템 - 전자불전연구소 / 동국역경원. K.960(28-391), T.1552(28-869).
- 법승 지음, 승가제바·혜원 한역, 김재천 번역 (K.959, T.1550). 《아비담심론》. 한글대장경 검색시스템 - 전자불전연구소 / 동국역경원. K.959 (28-355), T.1550 (28-809).
- 법장 술, 노혜남 번역 (K.1513, T.1733). 《화엄경탐현기》. 한글대장경 검색시스템 - 전자불전연구소 / 동국역경원. K.1513(47-458), T.1733(35-107).
- 불타야사·축불념 한역, 번역자 미상 (K.647, T.1). 《장아함경》. 한글대장경 검색시스템 - 전자불전연구소 / 동국역경원. K.647(17-815), T.1(1-1).
- 사리자 설, 현장 한역, 송성수 번역 (K.946, T.1536). 《아비달마집이문족론》. 한글대장경 검색시스템 - 전자불전연구소 / 동국역경원. K.946(24-1183), T.1536(26-367).
- 서정형 (2004). 《나가르주나 『중론』(해제)》. 서울대학교 철학사상연구소 / 네이버 지식백과.
- 서정형 (2004b). 《『밀린다팡하』(해제)》. 서울대학교 철학사상연구소 / 네이버 지식백과.
- 세우 지음, 구나발타라·보리야사 한역, 송성수 번역 (K.950, T.1541). 《중사분아비담론》. 한글대장경 검색시스템 - 전자불전연구소 / 동국역경원. K.950(25-271), T.1541(26-627).
- 세우 지음, 현장 한역, 송성수 번역 (K.949, T.1542). 《아비달마품류족론》. 한글대장경 검색시스템 - 전자불전연구소 / 동국역경원. K.949(25-149), T.1542(26-692).
- 세친 지음, 현장 한역, 권오민 번역 (K.955, T.1558). 《아비달마구사론》. 한글대장경 검색시스템 - 전자불전연구소 / 동국역경원. K.955(27-453), T.1558(29-1).
- 세친 지음, 현장 한역, 김묘주 번역 (K.594, T.1597). 《섭대승론석》. 한글대장경 검색시스템 - 전자불전연구소 / 동국역경원. K.594(17-76), T.1597(31-321).
- 세친 지음, 현장 한역, 송성수 번역 (K.618, T.1612). 《대승오온론》. 한글대장경 검색시스템 - 전자불전연구소 / 동국역경원. K.618(17-637), T.1612(31-848).
- 세친 지음, 현장 한역, 송성수 번역 (K.644, T.1614). 《대승백법명문론》. 한글대장경 검색시스템 - 전자불전연구소 / 동국역경원. K.644(17-808), T.1614(31-855).
- 승가제바(僧伽提婆) 한역. 《중아함경》. 한글대장경 검색시스템 - 전자불전연구소 / 동국역경원.
- 안혜 지음, 지바하라 한역, 조환기 번역 (K.619, T.1613). 《대승광오온론》. 한글대장경 검색시스템 - 전자불전연구소 / 동국역경원. K.619(17-641), T.1613(31-850).
- 안혜 지음, 현장 한역, 이한정 번역 (K.576, T.1605). 《대승아비달마잡집론》. 한글대장경 검색시스템 - 전자불전연구소 / 동국역경원. K.576(16-228), T.1606(31-694).
- 오백 아라한 지음, 현장 한역, 송성수 번역 (K.952, T.1545). 《아비달마대비바사론》. 한글대장경 검색시스템 - 전자불전연구소 / 동국역경원. K.952(26-1,27-1), T.1545(27-1).
- 운월 (2005). 《근본불교의 수행체계에 대하여》. 한국선학회.
- 운허.  동국역경원 편집, 편집. 《불교 사전》.
- 용수 지음, 구마라습 한역, 김성구 번역 (K.549, T.1509). 《대지도론》. 한글대장경 검색시스템 - 전자불전연구소 / 동국역경원. K.549(14-493), T.1509(25-57).
- 용수 지음, 구마라습 한역, 박인성 번역 (K.577, T.1564). 《중론》. 한글대장경 검색시스템 - 전자불전연구소 / 동국역경원. K.577(16-350), T.1564(30-1).
- 제바설마 지음, 현장 한역, 송성수 번역 (K.947, T.1539). 《아비달마식신족론》. 한글대장경 검색시스템 - 전자불전연구소 / 동국역경원. K.947 (25-1), T.1539 (26-531).
- 중현 지음, 현장 한역, 권오민 번역 (K.956, T.1562). 《아비달마순정리론》. 한글대장경 검색시스템 - 전자불전연구소 / 동국역경원. K.956(27-680), T.1562(29-329).
- 중현 지음, 현장 한역, 권오민 번역 (K.957, T.1563). 《아비달마장현종론》. 한글대장경 검색시스템 - 전자불전연구소 / 동국역경원. K.957(28-1), T.1563(29-777).
- 축불념 한역, 노혜능 번역 (K.530, T.1485). 《보살영락본업경》. 한글대장경 검색시스템 - 전자불전연구소 / 동국역경원. K.530(14-374), T.1485(24-1010).
- 최봉수 (1999). 〈색온에서의 색의 의미 - 구사론과 청정도론의 색온론을 비교하여〉. 《불교학보》.
- 현장 한역, 김달진 번역 (K.154, T.676). 《해심밀경》. 한글대장경 검색시스템 - 전자불전연구소 / 동국역경원. K.154(10-709), T.676(16-688).
- 호법 등 지음, 현장 한역, 김묘주 번역 (K.614, T.1585). 《성유식론》. 한글대장경 검색시스템 - 전자불전연구소 / 동국역경원. K.614(17-510), T.1585(31-1).
- 황욱 (1999). 《무착[Asaṅga]의 유식학설 연구》. 동국대학원 불교학과 박사학위논문.
- (영어) Bodhi, Bhikkhu (trans.) (2000). 《The Connected Discourses of the Buddha: A Translation of the Samyutta Nikaya》. Boston: Wisdom Publications. ISBN 0-86171-331-1.
- (영어) Dawson, John (1888). 《A Classical Dictionary Of Hindu Mythology And Religion Geography History And Literature》. London: Trübner.
- (영어) DDB. 《Digital Dictionary of Buddhism (電子佛教辭典)》. Edited by A. Charles Muller.
- (영어) Macdonell, Arthur Anthony (1929). 《A practical Sanskrit dictionary with transliteration, accentuation, and etymological analysis throughout》. London: Oxford University Press.
- (영어) Gethin, R.M.L. (1992). 《The Buddhist Path to Awakening: A Study of the Bodhi-Pakkhiyā Dhammā》. Leiden: E.J. Brill. ISBN 90-04-09442-3.
- (영어) Rhys Davids, Caroline A.F. ([1900], 2003). 《Buddhist Manual of Psychological Ethics, of the Fourth Century B.C., Being a Translation, now made for the First Time, from the Original Pāli, of the First Book of the Abhidhamma-Piṭaka, entitled Dhamma-Saṅgaṇi (Compendium of States or Phenomena)》. Whitefish, MT: Kessinger Publishing. ISBN 0-7661-4702-9.
- (영어) Sanskrit and Tamil Dictionaries. 《Cologne Digital Sanskrit Dictionaries》. Institute of Indology and Tamil Studies, Cologne University (www.sanskrit-lexicon.uni-koeln.de).
- (영어) Rhys Davids, T.W. & William Stede (eds.) (1921-5). 《The Pali Text Society's Pali–English Dictionary》. Chipstead: Pali Text Society.
- (영어) Thanissaro Bhikkhu (1996, 1998). 《Wings to Awakening》. Retrieved 2008-07-07 from "Access to Insight" at http://www.accesstoinsight.org/lib/authors/thanissaro/wings/index.html.
- (중국어) 가다연니자 조, 현장 한역 (T.1544). 《아비달마발지론(阿毘達磨發智論)》. 대정신수대장경. T26, No. 1544, CBETA.
- (중국어) 가전연자 지음, 승가제바·축불념 한역 (T.1543). 《아비담팔건도론(阿毘曇八犍度論)》. 대정신수대장경. T26, No. 1543, CBETA.
- (중국어) 구나발타라(求那跋陀羅) 한역 (T.99). 《잡아함경(雜阿含經)》. 대정신수대장경. T2, No. 99, CBETA.
- (중국어) 구나발타라 한역 (T.353). 《승만경(勝鬘經)》. 대정신수대장경. T12, No. 353, CBETA.
- (중국어) 구마라습 한역 (T.614). 《좌선삼매경(坐禪三昧經)》. 대정신수대장경. T15, No. 614, CBETA. }
- (중국어) 규기 찬 (T.1830). 《성유식론술기(成唯識論述記)》. 대정신수대장경. T43, No. 1830, CBETA.
- (중국어) 규기 찬 (T.1861). 《대승법원의림장(大乘法苑義林章)》. 대정신수대장경. T45, No. 1861, CBETA.
- (중국어) 길장 찬 (T.1744). 《승만보굴(勝鬘寶窟)》. 대정신수대장경. T37, No. 1744, CBETA.
- (중국어) 담무참 한역 (T.374). 《대반열반경(大般涅槃經)》. 일명 《북본열반경》. 대정신수대장경. T12, No. 374, CBETA.
- (중국어) 목건련 조, 현장 한역 (T.1537). 《아비달마법온족론(阿毘達磨法蘊足論)》. 대정신수대장경. T26, No. 1537, CBETA.
- (중국어) 무착 조, 바라파밀다라 한역 (T.1604). 《대승장엄경론(大乘莊嚴經論)》. 대정신수대장경. T31, No. 1604, CBETA.
- (중국어) 무착 조, 현장 한역 (T.1602). 《현양성교론(顯揚聖教論)》. 대정신수대장경. T31, No. 1602, CBETA.
- (중국어) 무착 조, 현장 한역 (T.1605). 《대승아비달마집론(大乘阿毘達磨集論)》. 대정신수대장경. T31, No. 1605, CBETA.
- (중국어) 미륵 조, 현장 한역 (T.1579). 《유가사지론(瑜伽師地論)》. 대정신수대장경. T30, No. 1579. CBETA.
- (중국어) 법구 조, 승가발마 등 한역 (T.1552). 《잡아비담심론(雜阿毘曇心論)》. 대정신수대장경. T28, No. 1552, CBETA.
- (중국어) 법승 조, 승가제바·혜원 한역 (T.1550). 《아비담심론(阿毘曇心論)》. 대정신수대장경. T28, No. 1550, CBETA.
- (중국어) 법운 편찬 (T.2131). 《번역명의집(翻譯名義集)》. 대정신수대장경. T54, No. 2131, CBETA.
- (중국어) 법장 술 (T.1733). 《화엄경탐현기(華嚴經探玄記)》. 대정신수대장경. T35, No. 1733, CBETA.
- (중국어) 佛門網. 《佛學辭典(불학사전)》.
- (중국어) 불타야사·축불념 한역 (T.1). 《장아함경(長阿含經)》. 대정신수대장경. T1, No. 1, CBETA. }
- (중국어) 사리자 설, 현장 한역 (T.1536). 《아비달마집이문족론(阿毘達磨集異門足論)》. 대정신수대장경. T26, No. 1536, CBETA.
- (중국어) 색건타라 조, 현장 한역 (T.1554). 《입아비달마론(入阿毘達磨論)》. 대정신수대장경. T28, No. 1554, CBETA. }
- (중국어) 星雲. 《佛光大辭典(불광대사전)》 3판.
- (중국어) 세우 조, 구나발타라·보리야사 한역 (T.1541). 《중사분아비담론(眾事分阿毘曇論)》. 대정신수대장경. T26, No. 1541, CBETA.
- (중국어) 세우 조, 현장 한역 (T.1542). 《아비달마품류족론(阿毘達磨品類足論)》. 대정신수대장경. T26, No. 1542, CBETA.
- (중국어) 세친 조, 진제 한역 (T.1559). 《아비달마구사석론(阿毘達磨俱舍釋論)》. 대정신수대장경. T29, No. 1559, CBETA.
- (중국어) 세친 조, 현장 한역 (T.1558). 《아비달마구사론(阿毘達磨俱舍論)》. 대정신수대장경. T29, No. 1558, CBETA.
- (중국어) 세친 조, 현장 한역 (T.1597). 《섭대승론석(攝大乘論釋)》. 대정신수대장경. T31, No. 1597, CBETA.
- (중국어) 세친 조, 현장 한역 (T.1612). 《대승오온론(大乘五蘊論)》. 대정신수대장경. T31, No. 1612, CBETA.
- (중국어) 세친 조, 현장 한역 (T.1614). 《대승백법명문론(大乘百法明門論)》. 대정신수대장경. T31, No. 1614, CBETA.
- (중국어) 세친 조, 현장 한역, 규기 주해 (T.1836). 《대승백법명문론해(大乘百法明門論解)》. 대정신수대장경. T44, No. 1836_, CBETA.
- (중국어) 승가제바(僧伽提婆) 한역 (T.26). 《중아함경(中阿含經)》. 대정신수대장경. T1, No. 26, CBETA.
- (중국어) 阿含辭典. 《阿含辭典(아함사전)》.
- (중국어) 안혜 조, 지바하라 한역 (T.1613). 《대승광오온론(大乘廣五蘊論)》. 대정신수대장경. T31, No. 1613, CBETA.
- (중국어) 안혜 조, 현장 한역 (T.1606). 《대승아비달마잡집론(大乘阿毘達磨雜集論)》. 대정신수대장경. T31, No. 1606, CBETA.
- (중국어) 연수 편찬 (T.2016). 《종경록(宗鏡錄)》. 대정신수대장경. T48, No. 2016, CBETA.
- (중국어) 오백 아라한 조, 현장 한역 (T.1545). 《아비달마대비바사론(阿毘達磨大毘婆沙論)》. 대정신수대장경. T27, No. 1545, CBETA.
- (중국어) 용수 조, 구마라습 한역 (T.1509). 《대지도론(大智度論)》. 대정신수대장경. T25, No. 1509, CBETA. }
- (중국어) 용수 조, 구마라습 한역 (T.1564). 《중론(中論)》. 대정신수대장경. T30, No. 1564, CBETA.
- (중국어) 원측 찬 (X.369). 《해심밀경소(解深密經疏)》. 만신찬속장경. X21, No. 369, CBETA.
- (중국어) 원휘(圓暉) (T.1823). 《구사론송소론본(俱舍論頌疏論本)》. 대정신수대장경. T41, No. 1823, CBETA.
- (중국어) 丁福保. 《佛學大辭典(불학대사전)》. 一行佛學辭典搜尋.
- (중국어) 제관 록 (T.1931). 《천태사교의(天台四教儀)》. 대정신수대장경. T46, No. 1931, CBETA.
- (중국어) 제바설마 조, 현장 한역 (T.1539). 《아비달마식신족론(阿毘達磨識身足論)》. 대정신수대장경. T26, No. 1539, CBETA.
- (중국어) 중현 조, 현장 한역 (T.1562). 《아비달마순정리론(阿毘達磨順正理論)》. 대정신수대장경. T29, No. 1562, CBETA.
- (중국어) 중현 조, 현장 한역 (T.1563). 《아비달마장현종론(阿毘達磨藏顯宗論)》. 대정신수대장경. T29, No. 1563, CBETA.
- (중국어) 지의 설, 관정 록 (T.1783). 《금광명경현의(金光明經玄義)》. 대정신수대장경. T39, No. 1783, CBETA. }
- (중국어) 지의 설, 법신 기 (T.1916). 《석선바라밀차제법문(釋禪波羅蜜次第法門)》. 대정신수대장경. T46, No. 1916, CBETA.
- (중국어) 축불념 한역 (T.1485). 《보살영락본업경(菩薩瓔珞本業經)》. 대정신수대장경. T24, No. 1485, CBETA.
- (중국어) 현장 한역 (T.1563). 《해심밀경(解深蜜經)》. 대정신수대장경. T16, No. 676, CBETA.
- (중국어) 혜원 찬 (T.1851). 《대승의장(大乘義章)》. 대정신수대장경. T44, No. 1851, CBETA.
- (중국어) 호법 등 지음, 현장 한역 (T.1585). 《성유식론(成唯識論)》. 대정신수대장경. T31, No. 1585, CBETA.